# Échangeur de Collégien
L'Échangeur de Collégien est un échangeur autoroutier situé sur le territoire des communes de Collégien et de Croissy-Beaubourg au niveau de Marne-la-Vallée en Seine-et-Marne. Il est constitué d'un ensemble de bretelles et d'un rond-point. L'échangeur permet une connexion entre l'autoroute A4 et la Francilienne est (A 104) et la desserte de Collégien et de Croissy-Beaubourg.

## Axes concernés
- l'A 4 : axe Paris - Strasbourg ;
- la Francilienne est (A 104) : vers le nord de Paris ;
- la RD 471 (ex-RN 371) : vers Tournan-en-Brie et Meulin ;
- la RD 406 (ex-RN 303) : desserte de Collégien et de Croissy-Beaubourg ;

## Dessertes
- Parc d'activités des Portes de la Forêt